# Банево (Болгария)
Банево (болг. Банево) — квартал города Бургас (Болгария) с февраля 2009 года. Бывшее село в Бургасской области, входило в общину Бургас.
Население на 15 сентября 2008 года составляло 1691 человек.